# Золин, Александр Самуилович
Александр Самуилович (Самойлович) Золин (псевдоним «Френч»; ????-????) — русский и советский журналист и сценарист.

## Биография
Родился в Российской империи. Являлся журналистом-самоучкой, с детства получил журналистское самообразование и поэтому после окончания средней школы работал в различных газетах и журналах. Написал ряд сценариев, из которых три были экранизированы на киностудии ВУФКУ. Дальнейшая судьба неизвестна.

## Фильмография

### Сценарист
- 1926 —
  - Герой матча
  - Подозрительный багаж
  - Тени Бельведера